# Nathalie Berr
Nathalie Berr est une dessinatrice de bande dessinée française.

## Biographie
Alors qu'elle travaille depuis près de vingt ans dans la publicité, Nathalie Berr commence à la fin des années 1990 à envoyer des projets à divers éditeurs de bande dessinée, alors même qu'elle n'en lit plus depuis des années. Albin Michel lui propose d'illustrer La Maison Dieu, un scénario de Rodolphe qui n'avait alors pas encore de dessinateur attitré ; rompue à travailler sur des projets non personnels, elle accepte de s'en charger, tout en s'appropriant assez rapidement l'histoire. En 2011, pour Borderline, avec Alexis Robin, elle emploie un dessin réaliste qui confère à ce thriller une note fantastique.
En 2015, ses travaux figurent dans l'exposition Guerre et craie (Côtes-d'Armor), en hommage à la Première Guerre mondiale. La même année, sur un scénario de Patrice Ordas, elle commence le diptyque Les Naufragés du métropolitain, qui s'inspire de la crue de la Seine de 1910, dans lequel son « trait précis et généreux » sert les détails selon Le Parisien ; le deuxième tome paraît en 2016, où ses dessins sont « précis et colorés ».

## Publications
- La Maison Dieu, avec Rodolphe, Albin Michel :

1. La Symphonie maléfique, 2001  (ISBN 2-226-12181-1)[6].
2. La Voix intérieure, 2002  (ISBN 2-226-13227-9)[1].
3. La Chaîne du grand pouvoir, 2004  (ISBN 2-226-14792-6).
4. Le Neuvième Témoin, 2005  (ISBN 2-226-15540-6)[7].
5. La Fin du rêve, 2006  (ISBN 2-226-17128-2).

- Borderline, avec Alexis Robin, Bamboo, coll. « Grand Angle » :

1. Les Mots de la nuit, 2008  (ISBN 978-2-350-78313-0)[8].
2. N'oublie par de me dire adieu, 2009  (ISBN 978-2-350-78578-3).
3. Kumlikan, 2010  (ISBN 978-2-350-78828-9).
4. Martyr, 2011  (ISBN 978-2-8189-0324-7).

- Nous, Anastasia R., avec Patrick Cothias et Patrice Ordas, Bamboo, coll. « Grand Angle » :

1. Villa Ipatiev, 2012  (ISBN 978-2-8189-0911-9)[9].
2. Les Cendres de Koptiaki, 2013  (ISBN 978-2-8189-2409-9)[10].
3. Sverdlov, 2014  (ISBN 978-2-8189-3111-0).

- Les Naufragés du métropolitain, avec Patrice Ordas, Bamboo, coll. « Grand Angle » :

1. Les Rats de Saint-Éloi, 2015  (ISBN 978-2-8189-3363-3).
2. Station assassins, 2016  (ISBN 978-2-8189-3620-7).